# IHRA Drag Racing
IHRA Drag Racing — це серія перегонових відеоігор про драг-рейсінг, опублікована Bethesda Softworks і розроблена у співпраці з Міжнародною асоціацією хот-родів.

## Ігри
- IHRA Motorsports (2000, PC)
- IHRA Drag Racing (2001, PS1, PC)
- IHRA Drag Racing 2 (2002, PS2)
- IHRA Drag Racing 2004 (2003, Xbox)
- IHRA Professional Drag Racing 2005 (2004, PC/PS2/Xbox)
- IHRA Drag Racing: Sportsman Edition (2006, PC/PS2/Xbox)

## Розробка
Ігри були розроблені Bethesda West, раніше відомою як Flashpoint Productions.